# Discographie de Bruno Mars
Cette page présente la liste des albums et des singles du chanteur américain Bruno Mars ainsi que leur classement.

## Albums

### Albums studio
| Titre                                                              | Détails de l'album                                                                         | Meilleure position | Meilleure position | Meilleure position | Meilleure position | Meilleure position | Meilleure position | Meilleure position | Meilleure position | Meilleure position | Meilleure position | Ventes    | Certifications |
| Titre                                                              | Détails de l'album                                                                         | É-U                | AUS                | CAN                | DAN                | ALL                | IRL                | NL                 | N-Z                | SUI                | G-B                | Ventes    | Certifications |
| ------------------------------------------------------------------ | ------------------------------------------------------------------------------------------ | ------------------ | ------------------ | ------------------ | ------------------ | ------------------ | ------------------ | ------------------ | ------------------ | ------------------ | ------------------ | --------- | --- |
| Doo-Wops and Hooligans                                             | - Sortie: 4 octobre 2010 - Label: Atlantic, Elektra - Format: LP, CD, téléchargement       | 3                  | 2                  | 1                  | 3                  | 1                  | 1                  | 1                  | 2                  | 1                  | 1                  | 6 000 000 | - É-U : 7 × Platine - AUS : 4 × Platine - CAN : 3 × Platine - DAN : 3 × Platine - ALL : 5 × Or - N-Z : 6 × Platine - G-B : 5 × Platine - FRA : 2 × Platine |
| Unorthodox Jukebox                                                 | - Sortie : 10 décembre 2012 - Label: Elektra - Formats: CD, téléchargement                 | 1                  | 1                  | 1                  | 6                  | 4                  | 3                  | 4                  | 3                  | 1                  | 1                  | 6 000 000 | - É-U : 6 × Platine - AUS : 3 × Platine - CAN : 3 × Platine - DAN : Or - ALL : Platine - N-Z : 3 × Platine - G-B : 3 × Platine - FRA : Diamant             |
| 24K Magic                                                          | - Sortie : 18 novembre 2016 - Label : Atlantic - Formats : CD, téléchargement              | 2                  | 3                  | 2                  | 6                  | 9                  | 4                  | 5                  | 2                  | 4                  | 3                  | —         | - É-U : 3 × Platine - AUS : Platine - CAN : 2 × Platine - DAN : Platine - N-Z : 2 × Platine - G-B : Platine - FRA : 3 × Platine                            |
| An Evening with Silk Sonic (avec Anderson .Paak)                   | - Sortie : 12 novembre 2021 - Labels : Atlantic / Aftermath - Formats : CD, téléchargement | —                  | —                  | —                  | —                  | —                  | —                  | —                  | —                  | —                  | —                  |           | - É-U : Platine |
| « — » indique que le titre n'est pas sorti ou classé dans le pays. |                                                                                            |                    |                    |                    |                    |                    |                    |                    |                    |                    |                    |           | |

### EP
| Titre                               | Détails                                                                   | Meilleure position | Meilleure position |
| Titre                               | Détails                                                                   | É-U                | G-B                |
| ----------------------------------- | ------------------------------------------------------------------------- | ------------------ | ------------------ |
| It's Better If You Don't Understand | - Sortie: 11 mai 2010 - Label: Atlantic, Elektra - Format: téléchargement | 99                 | 97                 |

## Singles
| Titre                                       | Année | Meilleure position | Meilleure position | Meilleure position | Meilleure position | Meilleure position | Meilleure position | Meilleure position | Meilleure position | Meilleure position | Meilleure position | Certifications | Album                                                |
| Titre                                       | Année | É-U                | AUS                | CAN                | DAN                | ALL                | IRL                | P-B                | NZ                 | SUI                | G-B                | Certifications | Album                                                |
| ------------------------------------------- | ----- | ------------------ | ------------------ | ------------------ | ------------------ | ------------------ | ------------------ | ------------------ | ------------------ | ------------------ | ------------------ | --- | ---------------------------------------------------- |
| Just the Way You Are                        | 2010  | 1                  | 1                  | 1                  | 6                  | 2                  | 1                  | 1                  | 1                  | 3                  | 1                  | - É-U: 5× Platine - AUS: 5× Platine - CAN: 3 × Platine - DAN: Platine - ALL: Platine - NZ: 2 × Platine                                        | Doo-Wops & Hooligans                                 |
| Grenade                                     | 2010  | 1                  | 1                  | 1                  | 1                  | 1                  | 1                  | 2                  | 1                  | 1                  | 1                  | - É-U : 5× Platine - AUS : 5× Platine - CAN : 4× Platine - DAN : Platine - ALL : 3x Or - NZ : 2 × Platine                                     | Doo-Wops & Hooligans                                 |
| The Lazy Song                               | 2011  | 4                  | 6                  | 5                  | 1                  | 9                  | 4                  | 4                  | 3                  | 9                  | 1                  | - É-U : Or - AUS : 3 × Platine - CAN : Platine - DAN : Platine - ALL : Or - NZ : Platine                                                      | Doo-Wops & Hooligans                                 |
| Marry You                                   | 2011  | 85                 | 8                  | 10                 | 32                 | 15                 | 5                  | 13                 | 5                  | 16                 | 11                 | - AUS : 2 × Platine - NZ : Or | Doo-Wops & Hooligans                                 |
| It Will Rain                                | 2011  | 3                  | 14                 | 5                  | 11                 | 14                 | 11                 | 35                 | 2                  | 22                 | 14                 | - NZ : Or | BO de Twilight, chapitre IV : Révélation, 1re partie |
| Count on Me                                 | 2011  | —                  | 19                 | —                  | —                  | —                  | —                  | —                  | 13                 | 55                 | 78                 | | Doo-Wops & Hooligans                                 |
| Locked Out of Heaven                        | 2012  | 1                  | 4                  | 1                  | 2                  | 7                  | 4                  | 5                  | 4                  | 8                  | 2                  | - É-U : 4 × Platine - AUS : 5 × Platine - CAN : 5 × Platine - DAN : 2 × Platine - ALL : Or - NZ : 2 × Platine - SUI : Platine - R-U : Platine | Unorthodox Jukebox                                   |
| When I Was Your Man                         | 2013  | 1                  | 6                  | 3                  | 4                  | 23                 | 6                  | 7                  | 4                  | 12                 | 2                  | - É-U : 4 × Platine - AUS : 4 × Platine - CAN : 4 × Platine - DAN : 2 × Platine - NZ : 2 × Platine - SUI : Platine - R-U : Platine            | Unorthodox Jukebox                                   |
| Treasure                                    | 2013  | 5                  | 10                 | 4                  | 14                 | 17                 | 9                  | 11                 | 7                  | 13                 | 12                 | - É-U : 3 × Platine - AUS : 2 × Platine - CAN : 2 × Platine - DAN : Platine - ALL : Or - NZ : Platine - SUI : Or - R-U : Argent               | Unorthodox Jukebox                                   |
| Gorilla                                     | 2013  | 22                 | 41                 | 23                 | —                  | —                  | 53                 | 31                 | —                  | —                  | 62                 | - É-U : Or - AUS : Or - CAN : Or | Unorthodox Jukebox                                   |
| Young Girls                                 | 2013  | 32                 | 62                 | 19                 | —                  | —                  | 78                 | —                  | 23                 | —                  | 83                 | - É-U : Or - CAN : Or | Unorthodox Jukebox                                   |
| 24K Magic                                   | 2016  | 4                  | 3                  | 3                  | 18                 | 14                 | 10                 | 6                  | 1                  | 9                  | 5                  | - É-U : 5 × Platine - AUS : 4 × Platine - CAN : 4 × Platine - DAN : Or - ALL : Or - NZ : Platine - SUI : Or - R-U : Platine                   | 24K Magic                                            |
| That's what I like                          | 2017  | 1                  | 5                  | 3                  | 18                 | 51                 | 20                 | 19                 | 4                  | 39                 | 12                 | - É-U : 6 × Platine - AUS : 4 × Platine - CAN : 4 × Platine - DAN : Or - NZ : 2 × Platine - R-U : Platine                                     | 24K Magic                                            |
| Versace on the floor                        | 2017  | 33                 | 57                 | 43                 | —                  | —                  | —                  | —                  | 27                 | —                  | 59                 | - É-U : Platine - AUS : Platine - CAN : Or - R-U : Argent                                                                                     | 24K Magic                                            |
| Finesse (feat Cardi B)                      | 2018  | 3                  | 6                  | 3                  | 14                 | 31                 | 5                  | 9                  | 2                  | 29                 | 5                  | - É-U : 2 × Platine - AUS : Platine - CAN : Or - R-U : Platine                                                                                | 24K Magic                                            |
| Please me (feat Cardi B)                    | 2019  |                    |                    |                    |                    |                    |                    |                    |                    |                    |                    | |                                                      |
| Leave The Door Open (feat Anderson .Paak)   | 2021  |                    |                    |                    |                    |                    |                    |                    |                    |                    |                    | |                                                      |
| Smokin Out The Window (feat Anderson .Paak) | 2021  |                    |                    |                    |                    |                    |                    |                    |                    |                    |                    | |                                                      |
| Skate (feat Anderson .Paak)                 | 2021  |                    |                    |                    |                    |                    |                    |                    |                    |                    |                    | |                                                      |
| Bonde do Brunão                             | 2025  |                    |                    |                    |                    |                    |                    |                    |                    |                    |                    | |                                                      |

### Collaborations
| Title                                                                | Année | Meilleur classement | Meilleur classement | Meilleur classement | Meilleur classement | Meilleur classement | Meilleur classement | Meilleur classement | Meilleur classement | Meilleur classement | Meilleur classement | Meilleur classement | Certifications                                                | Album                                       |
| Title                                                                | Année | É-U                 | AUS                 | CAN                 | DAN                 | ALL                 | IRL                 | P-B                 | NZ                  | SUI                 | G-B                 | FR                  | Certifications                                                | Album                                       |
| -------------------------------------------------------------------- | ----- | ------------------- | ------------------- | ------------------- | ------------------- | ------------------- | ------------------- | ------------------- | ------------------- | ------------------- | ------------------- | ------------------- | ------------------------------------------------------------- | ------------------------------------------- |
| Nothin' on You (B.o.B featuring Bruno Mars)                          | 2010  | 1                   | 3                   | 10                  | 24                  | 22                  | 7                   | 1                   | 5                   | 28                  | 1                   | 37                  | - US: 2 × Platine - AUS: Platine - CAN: Platine - NZ: Platine | B.o.B Presents: The Adventures of Bobby Ray |
| Billionaire (Travie McCoy featuring Bruno Mars)                      | 2010  | 4                   | 5                   | 12                  | 8                   | 16                  | 2                   | 1                   | 2                   | 14                  | 3                   | —                   | - US: 2 × Platine - AUS: 2 × Platine - NZ: Platine            | Lazarus                                     |
| Lighters (Eminem & Royce da 5'9" featuring Bruno Mars)               | 2011  | 4                   | 17                  | 4                   | 18                  | 26                  | 11                  | 17                  | 2                   | 10                  | 10                  | 11                  | - AUS: Platine                                                | Hell: The Sequel                            |
| Mirror (Lil Wayne featuring Bruno Mars)                              | 2011  | 16                  | 49                  | 44                  | —                   | —                   | —                   | —                   | —                   | —                   | —                   | 82                  |                                                               | Tha Carter IV                               |
| Young, Wild and Free (Snoop Dogg & Wiz Khalifa featuring Bruno Mars) | 2011  | 7                   | 14                  | 44                  | —                   | —                   | —                   | 26                  | 11                  | —                   | —                   | 4                   |                                                               | Mac & Devin Go to High School               |
| Uptown Funk (Mark Ronson featuring Bruno Mars)                       | 2014  | 1                   | 1                   | 2                   | 33                  | —                   | —                   | 7                   | 1                   | 16                  | —                   | 2                   | —                                                             | Uptown Special                              |
| Die With a Smile (Lady Gaga feat Bruno Mars)                         | 2024  |                     |                     |                     |                     |                     |                     |                     |                     |                     |                     |                     |                                                               |                                             |
| APT. (Rosé feat Bruno Mars)                                          | 2024  |                     |                     |                     |                     |                     |                     |                     |                     |                     |                     |                     |                                                               |                                             |
| Fat, Juicy and Wet (Sexyy Red feat Bruno Mars)                       | 2025  |                     |                     |                     |                     |                     |                     |                     |                     |                     |                     |                     |                                                               |                                             |
| "—" sans classement.                                                 |       |                     |                     |                     |                     |                     |                     |                     |                     |                     |                     |                     |                                                               |                                             |

### Singles promotionnels
| Titre                                        | Année | Meilleur classement | Album                |
| Titre                                        | Année | CAN                 | Album                |
| -------------------------------------------- | ----- | ------------------- | -------------------- |
| Liquor Store Blues (featuring Damian Marley) | 2010  | 97                  | Doo-Wops & Hooligans |

## Autres titres
| Title        | Year | Peak chart positions | Peak chart positions | Album                |
| Title        | Year | NZ                   | UK                   | Album                |
| ------------ | ---- | -------------------- | -------------------- | -------------------- |
| Count on Me  | 2011 | 13                   | 78                   | Doo-Wops & Hooligans |
| Runaway Baby | 2011 | —                    | 19                   | Doo-Wops & Hooligans |

## Clips
| Titre                                                  | Année | Réalisateur(s)                    |
| ------------------------------------------------------ | ----- | --------------------------------- |
| Nothin' on You (B.o.B featuring Bruno Mars)            | 2010  | Ethan Lader                       |
| Billionaire (Travie McCoy featuring Bruno Mars)        | 2010  | Mark Staubach                     |
| The Other Side (featuring Cee Lo Green & B.o.B)        | 2010  | Nick Bilardello and Cameron Duddy |
| Just the Way You Are                                   | 2010  | Ethan Lader                       |
| Grenade                                                | 2010  | Nabil                             |
| Liquor Store Blues (featuring Damian Marley)           | 2011  | Jack Summer                       |
| The Lazy Song (Official Alternate Music Video)         | 2011  | Nez                               |
| Lighters (Eminem & Royce da 5'9" featuring Bruno Mars) | 2011  | Rich Lee                          |
| It Will Rain                                           | 2011  | Phil Pinto & Bruno Mars           |
| Mirror (Lil Wayne featuring Bruno Mars)                | 2012  | -                                 |
| Locked Out of Heaven                                   | 2012  | Cameron Duddy & Bruno Mars        |
| When I Was Your Man                                    | 2013  | Cameron Duddy & Bruno Mars        |
| Treasure                                               | 2013  | Cameron Duddy & Bruno Mars        |
| Gorilla                                                | 2013  | Cameron Duddy & Bruno Mars        |
| Uptown Funk (Mark Ronson featuring Bruno Mars)         | 2014  | Mark Ronson                       |